# Argonne-kereszt
Az Argonne-kereszt (Argonne Cross) egy első világháborús emlékmű az Arlingtoni Nemzeti Temetőben.
Az emlékmű az 1918. szeptember 26. és november 11. közötti Meuse-Argonne-offenzíva résztvevői előtt tiszteleg. A hadműveletben 1,2 millió amerikai katona vállalt szerepet, ez volt az Amerikai Expedíciós Erők legnagyobb és legtöbb áldozattal járó offenzívája. Az amerikaiak közül több mint 26 ezer elesett, több mint 120 ezer megsebesült.
A katonákat először Európában, az ütközetek helyszínén temették el. Később lehetővé vált a földi maradványok hazaszállítása, ha a hozzátartozók kezdeményezték a hadügyminisztériumnál. Azokat a hősi halottakat, akiket nem szállítottak vissza az Amerikai Egyesült Államokba, különböző katonai temetőkben temették újra Franciaországban és Belgiumban. Ilyen temető a maas-argonne-i  vagy az aisne-marne-i. Az Amerikába szállított halottak közül nagyjából 2100-at temettek el az Arlingtoni Nemzeti Temető 18-as parcellájában.
1921-ben az amerikai nőliga kezdeményezte az emlékmű felállítását. A hadügyi tárca hozzájárult ehhez, és a 18-as parcellában felállították az egyszerű fehér márványkeresztet, amely a Meuse-Argonne-offenzíva áldozataira emlékeztet. A keresztet 1923. november 13-án leplezték le a sírkert délnyugati szélén. A parcella három oldalát 19 fenyőfa szegélyezi. A keresztre egy sast és egy koszorút véstek. 1981 augusztusában az emlékmű súlyosan megrongálódott, a ma is látható kereszt az eredeti mása, 1982 júniusában állították.